# Associação Paulista de Críticos de Arte
Associação Paulista de Críticos de Arte (APCA) é uma entidade brasileira sem fins lucrativos voltada ao jornalismo cultural, que reúne críticos de arte do estado de São Paulo.

## História
Em 1951, oito críticos de teatro criaram a Associação Paulista de Críticos Teatrais (APCT), que seria a seção paulista da Associação Brasileira de Críticos Teatrais (ABCT). Em 1956, a APCT se desvinculou da ABCT, tornando-se uma entidade autônoma e criando um prêmio destinado ao teatro. Em 1959, a APCT passou a também contar com os críticos de música erudita, que passaram, no mesmo ano, a também ter uma premiação organizada pela instituição.
Em 1972, uma reestruturação da APCT levou à inclusão de críticos de outras áreas artísticas: artes visuais, cinema, literatura, música popular e televisão. Com esse aumento de seu escopo, a instituição ganhou o nome de Associação Paulista de Críticos de Arte (APCA) e ampliou também sua premiação, que passou a ser conhecida no ano seguinte como Prêmio APCA e que englobava todas as áreas com críticos profissionais associados à entidade. Outras áreas se seguiram: Dança e circo (esta última, não faz mais parte da APCA) em 1973; teatro infantil em 1979 (embora peças infantis já tivessem sido premiadas em diversas oportunidades no prêmio principal de teatro); rádio em 1980; arquitetura em 2010; e moda em 2015.
Atualmente, a APCA está localizada na sede do Sindicato de Jornalistas Profissionais do Estado de São Paulo, onde realiza as reuniões com seus membros.